# Uvari (Astracan)
Uvari (en rus: Увары) és un poble de l'óblast d'Astracan, a Rússia, segons el cens del 2010 tenia 1.034 habitants.